# Гулья, Алехандра
Алехандра Лаура Гулья (исп. Alejandra Laura Gulla, 4 июля 1977, Линкольн, Аргентина) — аргентинская хоккеистка (хоккей на траве), нападающий. Двукратный бронзовый призёр летних Олимпийских игр 2004 и 2008 годов, чемпионка мира 2010 года годов, бронзовый призёр чемпионата мира 2006 года, двукратная чемпионка Америки 2001 и 2004 годов, трёхкратная чемпионка Панамериканских игр 1999, 2003 и 2007 годов.

## Биография
Алехандра Гулья родилась 4 июля 1977 года в аргентинском городе Линкольн в провинции Буэнос-Айрес.
Играла в хоккей на траве за «Ломас Атлетик» из Ломас-де-Саморы.
В 1997 году в составе юниорской сборной Аргентины выиграла чемпионат Америки в Сантьяго и завоевала бронзу первенства мира в Соннаме.
В 1998—2010 годах выступала за сборную Аргентины.
В 2001 и 2004 годах выигрывала золотые медали чемпионата Америки.
В 2004 году вошла в состав женской сборной Аргентины по хоккею на траве на летних Олимпийских играх в Афинах и завоевала бронзовую медаль. Играла на позиции нападающего, провела 6 матчей, мячей не забивала.
В 2008 году вошла в состав женской сборной Аргентины по хоккею на траве на летних Олимпийских играх в Пекине и завоевала бронзовую медаль. Играла на позиции нападающего, провела 7 матчей, забила 5 мячей (два в ворота сборной Германии, по одному — Великобритании, Японии и Нидерландам).
В 2006 году выиграла бронзу на чемпионате мира в Мадриде, в 2010 году выиграла чемпионат мира в Росарио.
Трижды становилась чемпионкой хоккейных турниров Панамериканских игр: в 1999 году в Виннипеге, в 2003 году в Санто-Доминго, в 2007 году в Рио-де-Жанейро.
Завоевала пять медалей Трофея чемпионов: золото в 2001, 2008, 2009 и 2010 годах, бронзу в 2004 году.